# Vanuatu

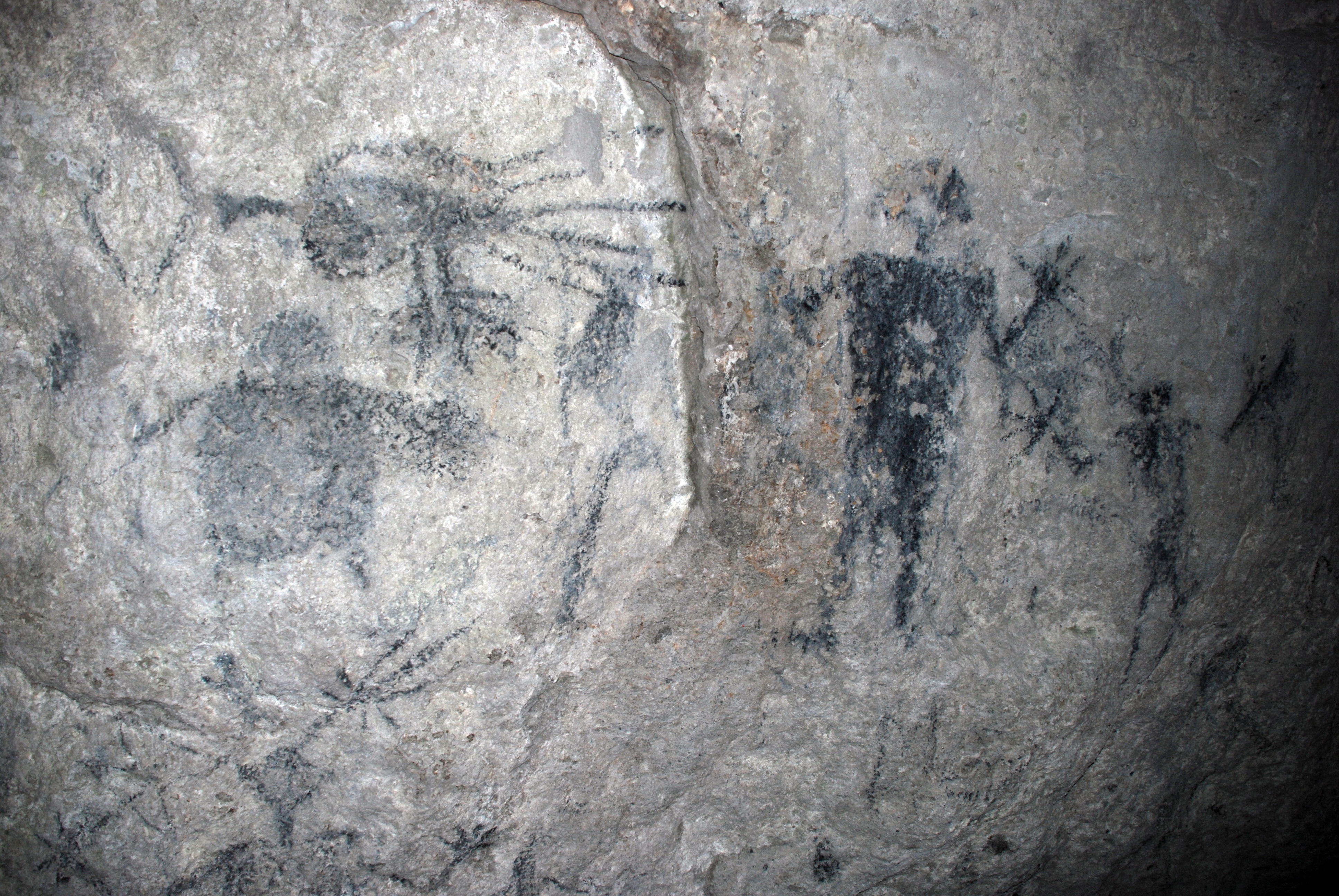
Malowidła naskalne w jaskini Fels Cave na wyspie Lelepa, datowane na ok. 1600 rok – miejscu śmierci ostatniego naczelnego wodza noszącego tytuł Roi Maty

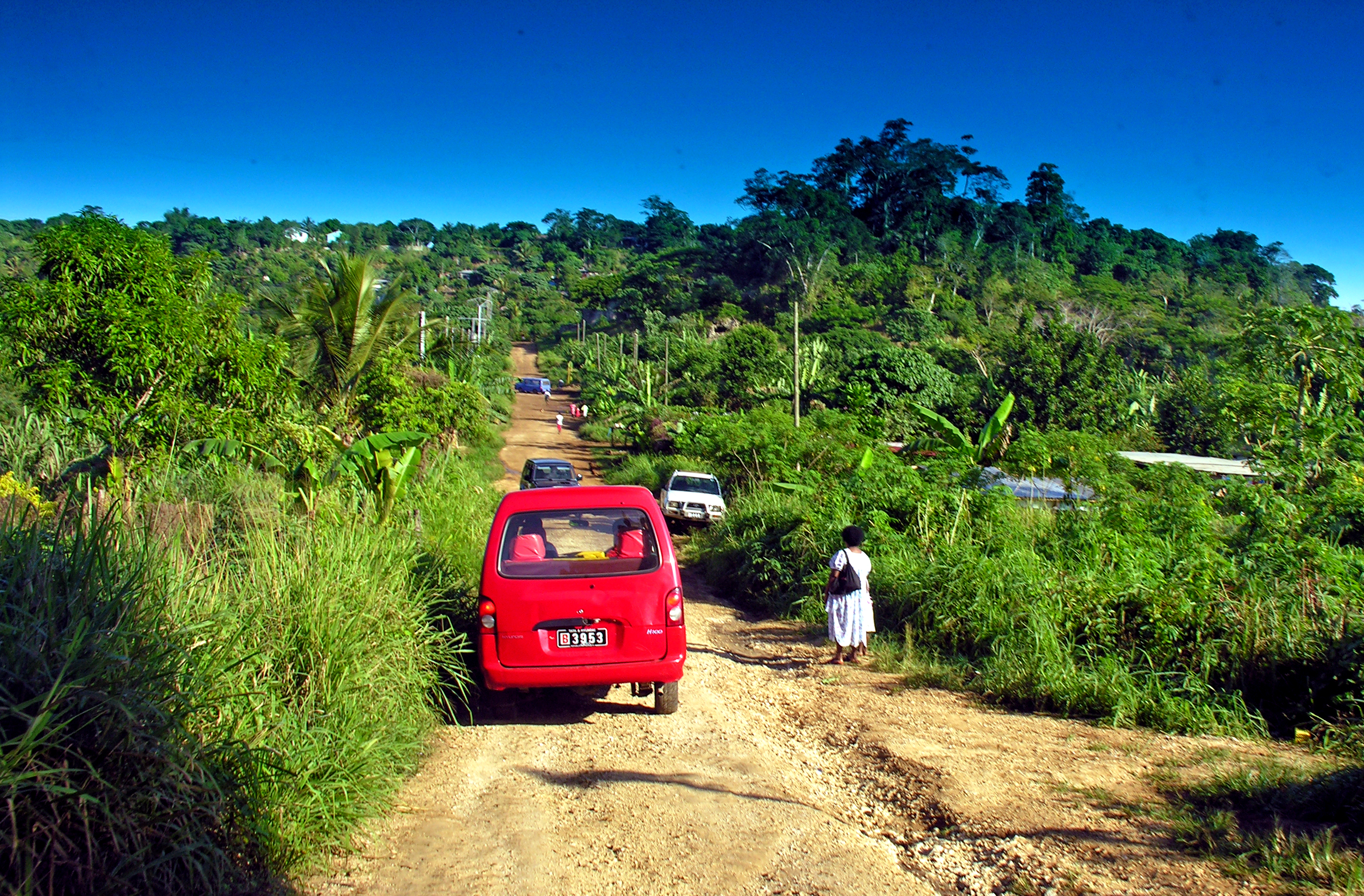
Przedmieścia Port Vila

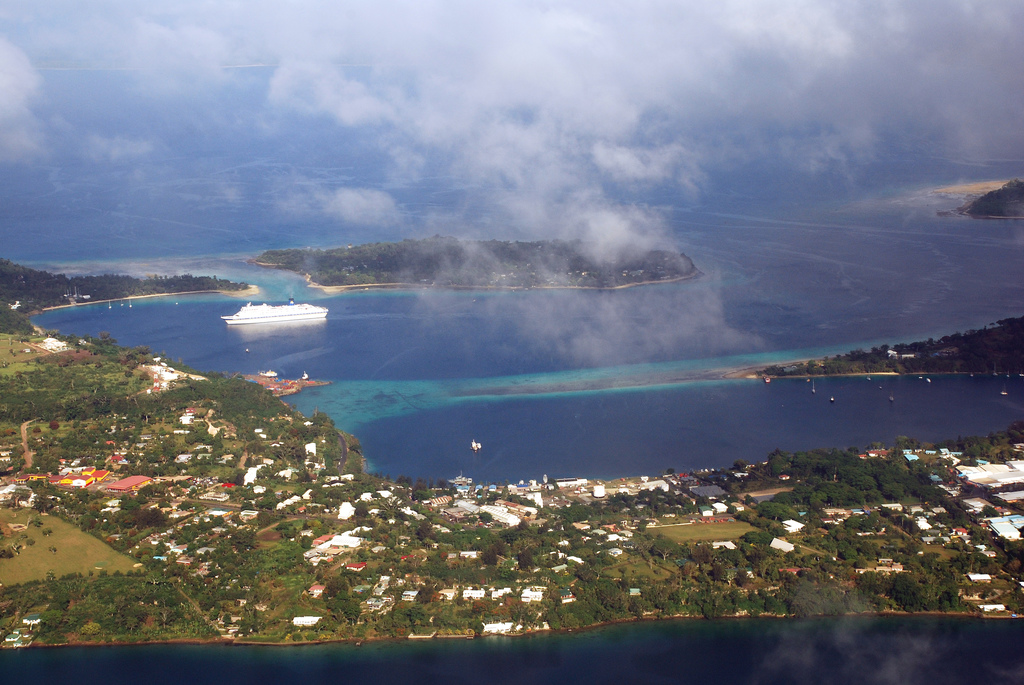
Okolice stolicy z samolotu

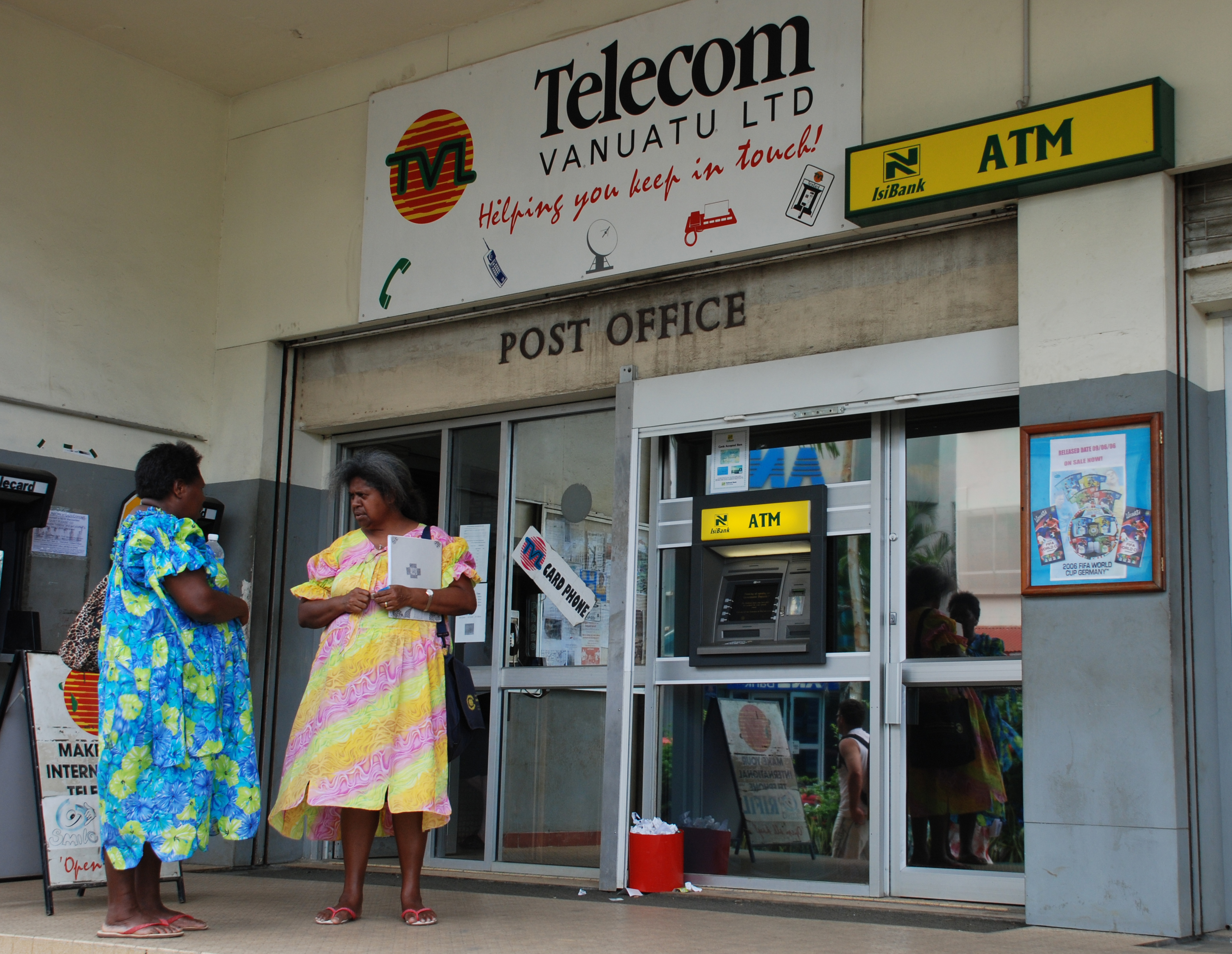
Urząd pocztowy

Republika Vanuatu (bisl. Ripablik blong Vanuatu) – państwo w Oceanii. Położone na 198 wyspach Nowych Hebrydów (dwie z nich – Matthew i Hunter – należą do Nowej Kaledonii, terytorium zamorskiego Francji), z których 65 jest zamieszkanych. Położone jest ok. 800 km na północny zachód od Fidżi i na północny wschód od Nowej Kaledonii. Dawniej terytorium kraju było kondominium francusko-brytyjskim znanym pod nazwą Nowe Hebrydy.

## Geografia
Vanuatu obejmuje 198 (w tym: 65 zamieszkanych) przeważnie górzystych wysp pochodzenia wulkanicznego, m.in. Espiritu Santo, Malekula, Efate, Ambrim, Erromango. Występują wąskie pasy nizin nadbrzeżnych, na trzech wyspach znajdują się czynne wulkany. Odnotowuje się częste trzęsienia ziemi, powodujące tsunami. Największe miasto Port Vila – stolica, na wyspie Efate – 45 694 mieszkańców (X 2009), drugie większe miasto – Luganville (13 484 mieszkańców) – na Espiritu Santo. Klimat równikowy wilgotny, tutejsze wiecznie zielone lasy równikowe tworzą swoisty mikroklimat wysp. Niektóre wyspy są porośnięte suchymi lasami i sawannami.

## Historia
Pierwsi ludzie dotarli na teren dzisiejszego Vanuatu około 3 tys. lat temu. Odnalezione fragmenty ceramiki są datowane na 1300–1100 p.n.e.
Pierwszy kontakt lokalnych mieszkańców z Europejczykami miał miejsce w 1606 roku, kiedy na największą wyspę przybył Pedro Fernández de Quirós (nadał im nazwę Terra Austrialis del Espiritu Santo), a następnie w roku 1768 L.A. Bougainville. W 1774 r. James Cook opracował mapę tych wysp i nazwał je Nowe Hebrydy. Na początku XIX w. powstały pierwsze misje chrześcijańskie, a u schyłku XIX w. zaczęli napływać koloniści francuscy i brytyjscy. Wspólna Komisja Morska objęła archipelag zarządem brytyjsko-francuskim w 1887, a 19 lat później wyspy stały się kondominium brytyjsko-francuskim. W trakcie II wojny światowej na wyspach mieściła się baza wojskowa aliantów. W 1977 na konferencji w Paryżu postanowiono przyznać Vanuatu niepodległość, co oficjalnie ogłoszono 30 lipca 1980 r.

## Ustrój polityczny
Vanuatu ma jednoizbowy parlament z 52 posłami. Wybierany jest co 4 lata w głosowaniu powszechnym. Przywódca głównej frakcji parlamentarnej jest zazwyczaj wybierany na premiera i szefa rządu. Głową państwa jest prezydent, wybierany co 5 lat przez parlament i prezydentów 6 rządów prowincjalnych.

### Główne partie polityczne
- Vanua’aku Pati
- Union of Moderate Parties
- Melanesian Progressive Party
- National United Party
- Vanuatu Republican Party
- Green Confederation
- People’s Progressive Party
- National Community Association
- People’s Action Party
- Namangi Aute

## Podział administracyjny
Vanuatu dzieli się na sześć prowincji (ludność wg stanu na X 2009)
- Malampa – 38 161 osób
- Penama – 31 852 osób
- Sanma – 34 388 osób
- Shefa – 37 969 osób
- Tafea – 33 301 osób
- Torba – 8 455 osób

## Gospodarka
Gospodarka Vanuatu opiera się głównie na usługach – jest to tzw. raj podatkowy (m.in. kraj taniej bandery).

### PKB
| Rok  | PKB na mieszkańca w USD |
| ---- | ----------------------- |
| 2000 | 1 200                   |
| 2004 | 2 900                   |
| 2006 | 2 900                   |
| 2007 | 3 900                   |

### Rolnictwo
Użytki rolne zajmują 12% powierzchni kraju. Uprawia się kava kava (pieprz metystynowy), kakao, palmy kokosowe, trzcinę cukrową, orzeszki ziemne, kawę. Na własne potrzeby uprawia się także jams, taro, kukurydzę, warzywa i drzewa chlebowe. Rolnictwem zajmuje się 65% ludności czynnej zawodowo.

### Turystyka
Najważniejsze ośrodki turystyczne na Vanuatu to wyspy Espiritu Santo, Tanna i Pentecost. Głównym atutem dobrze rozwiniętej turystyki w kraju są krajobrazy wulkaniczne i tropikalne oraz kultura pierwotnych mieszkańców Oceanii. Popularne są też kąpieliska. Rafa Vanuatu przyciąga nurków. Najciekawszym miejscem nurkowym jest wrak SS President Coolidge. Nieliczne centra nurkowe oferują również nurkowania rafowe. Rozwojowi turystyki pomaga dobre połączenie lotnicze z Australią i Nową Zelandią.
Wyspy Efate i Artok oraz zachodnie wybrzeże wyspy Lelepy w prowincji Shefa wyznaczają dominium wodza Roi Maty – pierwszy obiekt na terenie Vanuatu wpisany na listę światowego dziedzictwa UNESCO w 2008 roku. Znajdują się tu miejsca związane z życiem i śmiercią ostatniego naczelnego wodza noszącego tytuł Roi Maty (XVI–XVII w.), obejmujące m.in. jego rezydencję oraz miejsca śmierci i pochówku.

### Bogactwa naturalne
Vanuatu nie posiada wielu bogactw naturalnych. W kraju wydobywa się na niewielką skalę rudy manganu.

### Przemysł
Najważniejszą gałęzią przemysłu jest przemysł spożywczy (mięsny, olejarski oraz rybny).

### Emisja gazów cieplarnianych
Emisja równoważnika dwutlenku węgla z Vanuatu wyniosła w 1990 roku 0,491 Mt, z czego tylko 0,13 Mt stanowił dwutlenek węgla. W przeliczeniu na mieszkańca emisja wyniosła wówczas 0,888 t dwutlenku węgla, a w przeliczeniu na 1000 dolarów PKB 348 kg. Następnie emisje wahały się, osiągając maksymalne wartości w 2012. Wzrost emisji wynikał głównie z jej zwiększenia przez transport. W 2018 emisja dwutlenku węgla pochodzenia kopalnego wyniosła 0,082 Mt, a w przeliczeniu na mieszkańca 0,292 t i w przeliczeniu na 1000 dolarów PKB 99 kg. Głównym gazem cieplarnianym emitowanym z Vanuatu jest metan, na drugim miejscu podtlenek azotu, a dwutlenek węgla przez większość czasu pozostaje na trzecim miejscu.

### Eksport
Eksportuje się głównie ryby i produkty rolne: koprę, kakao, drewno, kawę, wołowinę i korale.

## Demografia
Na archipelagu zamieszkuje ponad 190 tysięcy ludzi. Zdecydowaną większość mieszkańców kraju, bo aż 92–93%, stanowią rdzenni Melanezyjczycy – Ni-Vanuatu, których przodkowie zasiedlili tereny wysp na początku II tysiąclecia p.n.e. Podzieleni są na kilkadziesiąt grup etnoterytorialnych, mówią różnymi językami i dialektami. Oprócz Ni-Vanuatu na archipelagu żyje kilka grup Polinezyjczyków, zarówno rdzennych (takie grupy jak Aniwa, Mae, Mele i Futuna Zachodni), jak i imigrantów z francuskich terytoriów Polinezji – Tahiti, Uvea i Futuna (łącznie stanowią około 3% ludności Vanuatu). Pozostali mieszkańcy wysp to Francuzi, Brytyjczycy, Australijczycy i Nowozelandczycy oraz małe grupy uchodźców z Mikronezji (Kiribatijczycy) oraz Azji (Wietnamczycy i Chińczycy).

## Religia
Struktura religijna kraju w 2010 roku według Pew Research Center:
- Protestantyzm: 78,1%, w tym:
  - Kościół Prezbiteriański: 27,9%
  - Kościół Anglikański: 15,1%
  - Kościół Adwentystów Dnia Siódmego: 12,5%
  - Zbory Boże: 4,7%
  - Kościół Chrystusowy: 4,5%
  - Neil Thomas Ministry: 3,1%
  - Kościół Apostolski: 2,2%[23]
- Kościół katolicki: 13,8%
- Tradycyjne religie plemienne: 4,1%
- Inni chrześcijanie: 1,5% (w tym: mormoni i Świadkowie Jehowy)
- Brak religii: 1,2%
- Inne religie: 1,3%.